# ISO 3166-2:TK
ISO 3166-2:TK è uno standard ISO ed è il sottogruppo del codice ISO 3166-2 riservato delle isole Tokelau, dipendenza della Nuova Zelanda.
Attualmente, nello standard ISO 3166-2 non è stato definito nessun codice per le isole Tokelau. 
Il codice ISO 3166-1 alpha-2 ufficialmente assegnato al territorio delle isole Tokelau è TK.